# Phtheochroa perspicuana
Phtheochroa perspicuana es una especie de polilla de la familia Tortricidae. Descrito por primera vez por William Barnes y Agust Busck en 1920. Se encuentra en los Estados Unidos, donde se ha registrado en Arizona y Texas.
La envergadura es de aproximadamente 23 mm. Se han registrado vuelos en adultos en enero y agosto.